# Trachelomegalus hoplurus
Trachelomegalus hoplurus är en mångfotingart som beskrevs av Pocock. Trachelomegalus hoplurus ingår i släktet Trachelomegalus och familjen Pachybolidae. Inga underarter finns listade i Catalogue of Life.